# Hvolsvöllur
Hvolsvöllur – miejscowość w południowo-zachodniej Islandii, położona na nadmorskiej równinie, około 12 km na południowy wschód od Hella.  Położona jest przy drodze krajowej 1. Na początku 2018 roku zamieszkiwało ją 931 osób. Stanowi główną miejscowość gminy Rangárþing eystra, wchodzącej w skład regionu Suðurland.

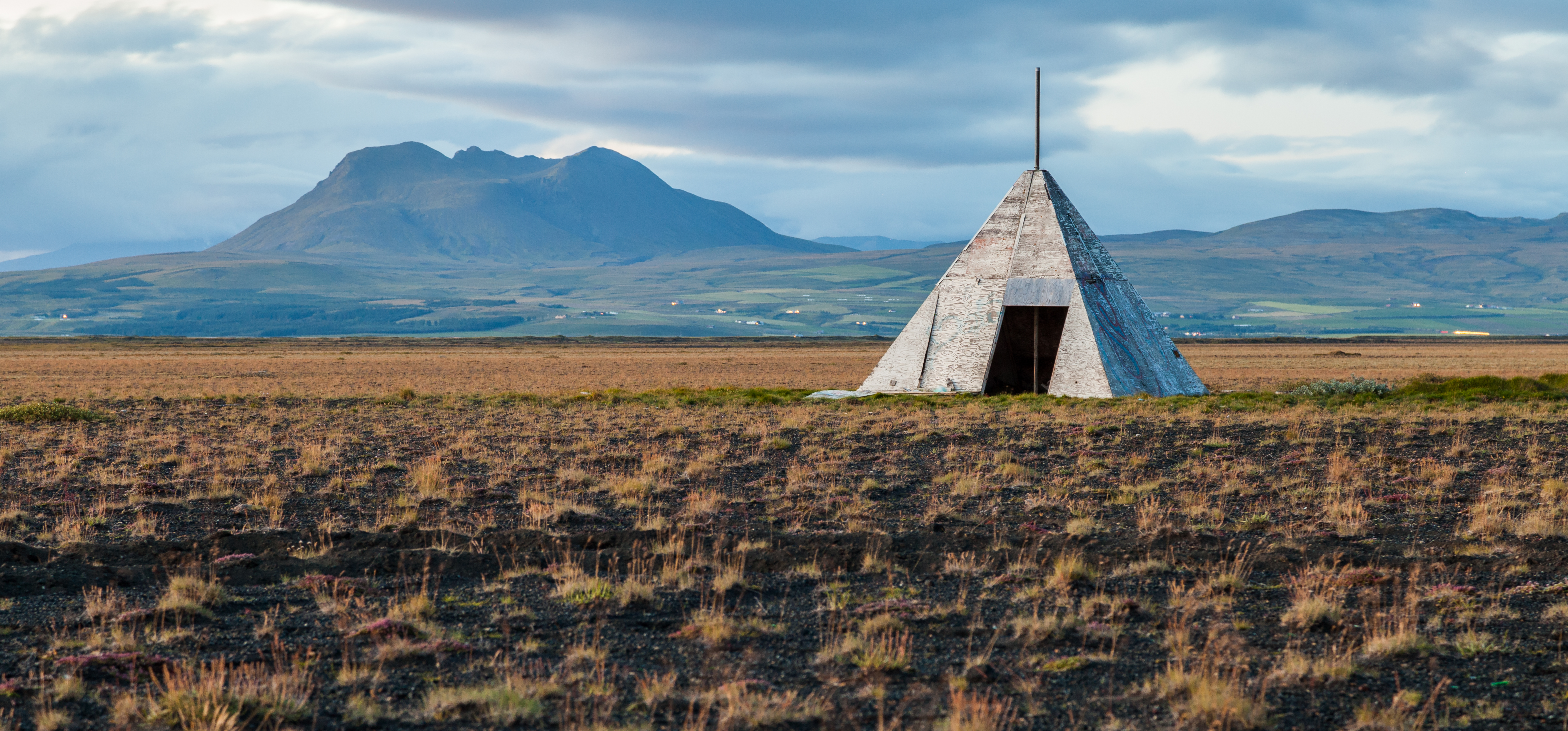
Lotnisko w pobliżu Hvolsvöllur

W Hvotsvöllur rozegrało się większość wydarzeń opisanych w Sadze o Njalu. W miasteczku znajduje się muzeum Sögusetrið poświęcone właśnie Sadze o Njalu oraz wikingom. W 2017 roku otwarto LAVA centre prezentujące interaktywną wystawę poświęconą wulkanom, trzęsieniom ziemi i geologicznej historii Islandii. Miejscowość stanowi ośrodek usługowy dla otaczającego obszaru rolniczego oraz ośrodek turystyczny. Poza wspomnianymi wystawami w miejscowości znajdują się również: biuro informacji turystycznej, bank, urząd pocztowy, hotel, pensjonaty, kempingi, restauracje, sklepy, apteka, ośrodek zdrowia, centrum sportowe, basen oraz stacje benzynowe. Do Hvotsvöllur można dostać się autobusem z Reykjavíku i Þórsmörku.